# Муранов, Александр Павлович
Муранов Александр Павлович (1907, Андижан, Узбекская ССР — 1995, Санкт-Петербург, Российская Федерация) — советский и российский гидрограф, инженер-капитан, кандидат географических наук, старший научный сотрудник ГГИ, редактор и автор научно-популярных книг о природе и водных объектах мира. Широко известен как популяризатор науки, автор книг для школьников и взрослых, чьи труды продолжают использоваться в научной и образовательной литературе.

## Биография
Окончил МГМИ (ныне — Российский государственный университет гидрометеорологии) в 1938 году, инженер-гидролог. До этого учился в техникуме в Алма-Ате по специальности топографа-землеустроителя.
С 1942 по 1943 годы участвовал в военной гидрографической разведке в Забайкалье и Монголии, руководил экспедициями. За личное прохождение участка, считавшегося непроходимым, был награждён Орденом Красной Звезды.
С 1944 по 1983 годы работал в ГГИ, где возглавлял сектор военной гидрографии (1945–1952), затем — старший научный сотрудник отдела гидрологии и водохозяйственных проблем. В 1948 году защитил диссертацию на соискание учёной степени кандидата географических наук.

## Научная и редакторская деятельность
А.П. Муранов был ответственным редактором томов фундаментального издания «Ресурсы поверхностных вод СССР», в том числе:
- Ресурсы поверхностных вод СССР. Т. 9. Бассейн р. Аракса. Вып. 2 — М., Гидрометеоиздат, 1973. — 472 с.[2]
- Ресурсы поверхностных вод СССР. Т. 16. Ангаро-Енисейский район. Вып. 1. Енисей — Л., Гидрометеоиздат, 1973. — 724 с.[3]
- Евфрат и Тигр — Л., Гидрометеоиздат, 1959. — 140 с.[4]

По долгу службы писал научные труды по гидрографии рек Афганистана, Ирана, Ирака, Ливана, Сирии, стран Бенилюкса, Хуанхэ, Янцзы, Евфрата и Тигра.
Его имя регулярно цитируется в современной научной литературе и диссертациях, например:
- Мамедов, М. А. (1984)[5] — докторская диссертация по географии, тема по расчётам расходов горных рек;
- Власов А. Ю. (2019)[6] — указатель литературы о селевых явлениях на территории СНГ;
- Журавин С.А., Марков М.Л. (2019)[7] — научная статья по водному режиму реки Норилка.

## Публицистика
Вышедшие в последние десятилетия жизни Муранова книги были рассчитаны на широкую читательскую аудиторию. Он обладал ярким даром популяризатора, писал о реках, озёрах, природных явлениях доступным, образным языком.
Он считал: «…проблемой изучения вод земного шара, и в первую очередь водных богатств нашей Родины, должны заниматься не только гидрологи, но и все люди…»

## Избранные научно-популярные труды
- Величайшие реки мира — Л.: Детская литература, 1968. — 304 с.
- Необыкновенное и грозное в природе — Л.: Детская литература, 1971. — 334 с.
- В мире необычных и грозных явлений природы — М.: Просвещение, 1977. — 175 с.
- Голубые очи планеты — Л.: Детская литература, 1977. — 223 с.
- Волшебный и грозный мир природы — М.: Просвещение, 1994. — 140 с.

## Семья
Отец — Муранов Павел Иосифович,  Мать — Анастасия Гавриловна Муранова.    
Жена — Валентина Ивановна Муранова (в девичестве Проскурнина).    
Дети:  
- Муранова Ольга Александровна
- Муранов Арсений Александрович

Похоронен на Смоленском кладбище в Санкт-Петербурге.